# Иванов, Евгений Николаевич (футболист «Динамо» Ташкент)
Евге́ний Никола́евич Ивано́в (годы жизни неизвестны) — советский футболист, полузащитник.
Выступал за «Динамо» Ташкент. В 1937 году, когда команда дебютировала в соревнованиях команд мастеров, в первенстве группы «Г» провёл 9 матчей. В Кубке СССР 1939 года сыграл три матча, вместе с командой дошёл до полуфинала.
В 1938 году, возможно, играл за «Динамо» Алма-Ата.